# John Law (sociólogo)
John Law es Sociólogo y profesor en la Universidad de Lancaster. Su trabajo es principalmente conocido por su contribución al desarrollo de la Teoría del Actor-Red, primeramente impulsada y liderada por Michel Callon y Bruno Latour. La Teoría del Actor-Red, también conocida como ANT (por las siglas de su nombre en inglés, Actor Network Theory), es una aproximación desde las Ciencias Sociales para describir y explicar estructuras sociales, organizacionales, científicas y tecnológicas. La ANT asume, controvertidamente, que todos los componentes de dichas estructuras (ya sean humanos o no), forman una red de relaciones y conexiones que puede ser cartografiada y descrita. 